# Ceratobium
Ceratobium is een geslacht van twaalf soorten orchideeën uit de onderfamilie Epidendroideae. Het geslacht is afgesplitst van Dendrobium.
Het zijn kleine tot grote epifytische orchideeën van vochtige regenwouden in Zuidoost-Azië en Australazië. De planten worden gekenmerkt door een bloemtros met een tiental, grote, kleurige en opvallend gevormde bloemen.

## Naamgeving enetymologie
- Synoniem: Dendrobium Sw. (1799)
- Engels: Antelope Orchids, Horned Orchids

De botanische naam Ceratobium is een samenstelling van Oudgrieks κέρας, keras' (hoorn) en βίος, bios (leven), wat waarschijnlijk slaat op de vorm van de bloem.

## Kenmerken
Ceratobium-soorten zijn kleine tot grote epifytische of lithofytische orchideeën met een sympodiale groei, gegroepeerde, rechtopstaande, cilindrische of spoelvormige, aan de basis of in het midden gezwollen pseudobulben, met talrijke leerachtige, glanzende, lancetvormige tot ovale bladeren en een zijstandige, lange, staande of hangende tros met enkele tot een tiental grote, kleurige en opvallend gevormde, welriekende en langlevende bloemen, waarvan de laterale kroonbladen wat aan de hoorns van antilopen doen denken.

## Habitaten verspreiding
Ceratobium-soorten groeien op hoge bomen en kliffen in kustwouden, mangrovebossen en laaglandregenwouden. Ze komen voornamelijk voor in Nieuw-Guinea, Queensland (Noord-Australië) en de nabijgelegen eilanden, Maleisië, de Molukken, Sulawesi en Celebes.

## Taxonomie
Ceratobium is oorspronkelijk als geslacht beschreven door Lindley. Clements en Jones hebben het geslacht opnieuw erkend.
Het omvat voornamelijk soorten die voorheen werden ingedeeld bij de sectie Spatulata van het geslacht Dendrobium.
Het geslacht telt twaalf soorten. De typesoort is Ceratobium antennatum.

### Soortenlijst
- Ceratobium antennatum (Lindl.) M.A.Clem. & D.L.Jones (2002)
- Ceratobium bicaudatum (Reinw. ex Lindl.) M.A.Clem. & D.L.Jones (2002)
- Ceratobium brevimentum M.A.Clem. & D.L.Jones (2002)
- Ceratobium dalbertisii (Rchb.f.) M.A.Clem. & D.L.Jones (2002)
- Ceratobium devosianum (J.J.Sm.) M.A.Clem. & D.L.Jones (2002)
- Ceratobium laxiflorum (J.J.Sm.) M.A.Clem. & D.L.Jones (2002)
- Ceratobium leporinum (J.J.Sm.) M.A.Clem. & D.L.Jones (2002)
- Ceratobium minax (Rchb.f.) M.A.Clem. & D.L.Jones (2002)
- Ceratobium stratiotes (Rchb.f.) M.A.Clem. & D.L.Jones (2002)
- Ceratobium strebloceras (Rchb.f.) M.A.Clem. & D.L.Jones (2002)
- Ceratobium strepsiceros (J.J.Sm.) M.A.Clem. & D.L.Jones (2002)
- Ceratobium taurulinum (J.J.Sm.) M.A.Clem. & D.L.Jones (2002)